# Arnés (Tarragona)

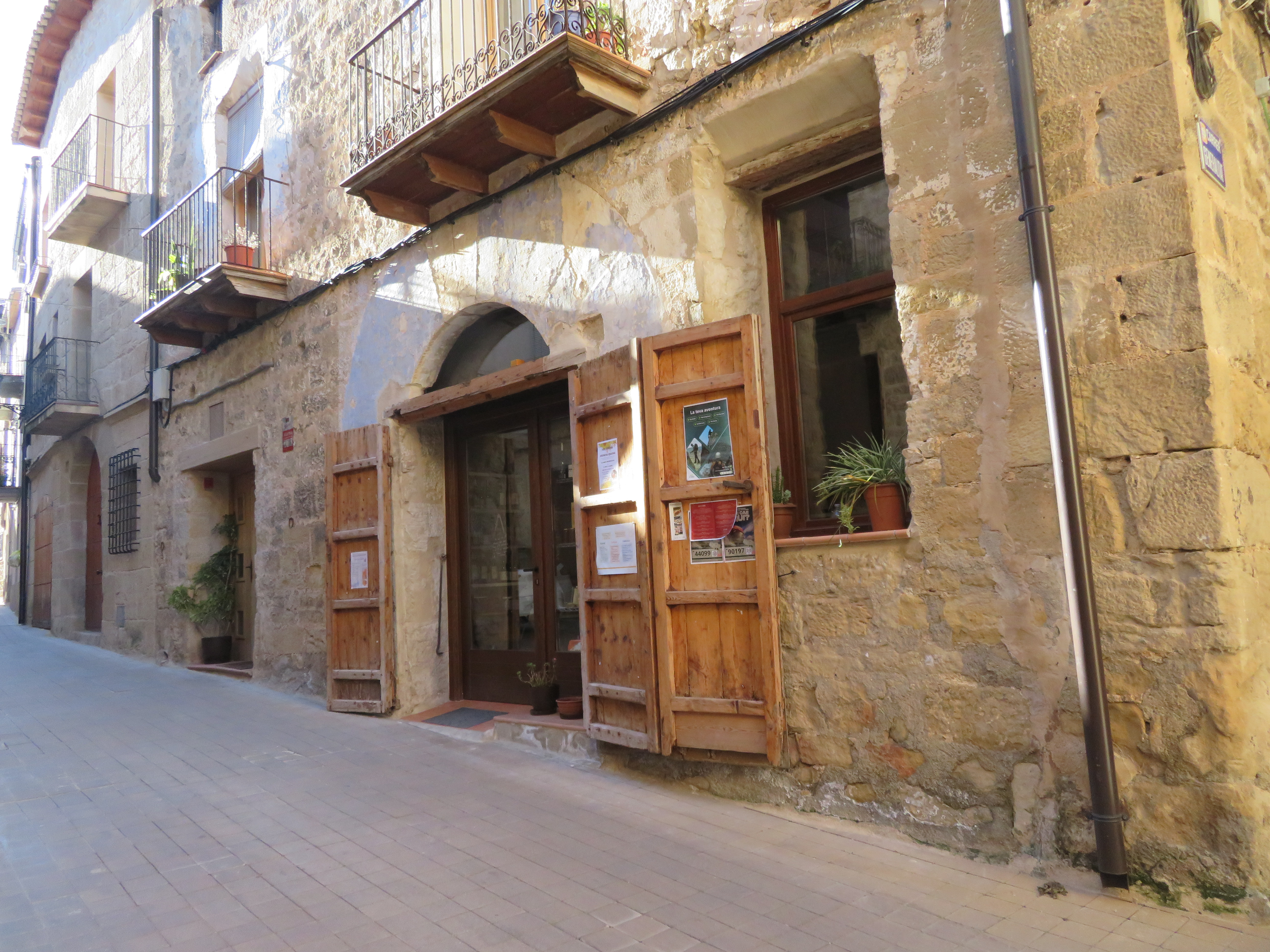
Comercio local, núcleo histórico tradicional de Arnes

 Arnes (oficialmente en catalán: Arnes) es un municipio de Cataluña, España. Perteneciente a la provincia de Tarragona, en la comarca de la Tierra Alta, situado en el extremo meridional de ésta, junto al río Algars y en el límite con Aragón. 

## Geografía humana

### Demografía
Cuenta con una población de 463 habitantes (INE 2024).
| Gráfica de evolución demográfica de Arnes entre 1842 y 2021                                                           |
| |
| Población de derecho según los censos de población del INE. Población de hecho según los censos de población del INE. |

| 1900 | 1930 | 1950 | 1970 | 1981 | 1986 |
| ---- | ---- | ---- | ---- | ---- | ---- |
| 1280 | 1305 | 1067 | 652  | 559  | 557  |

En 1992 la localidad fue declarada conjunto histórico.

## Monumentos y lugares de interés

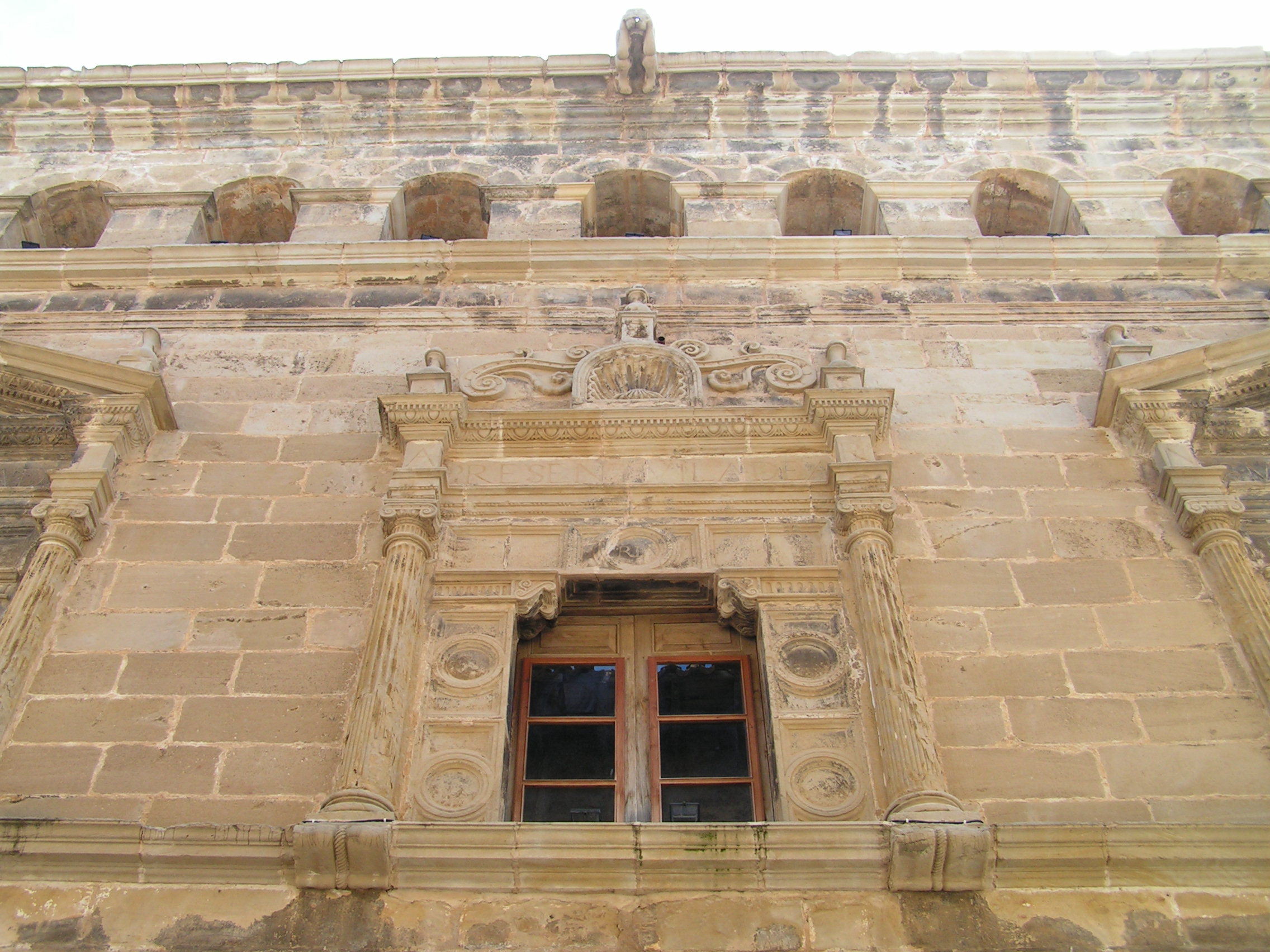
Fachada del ayuntamiento

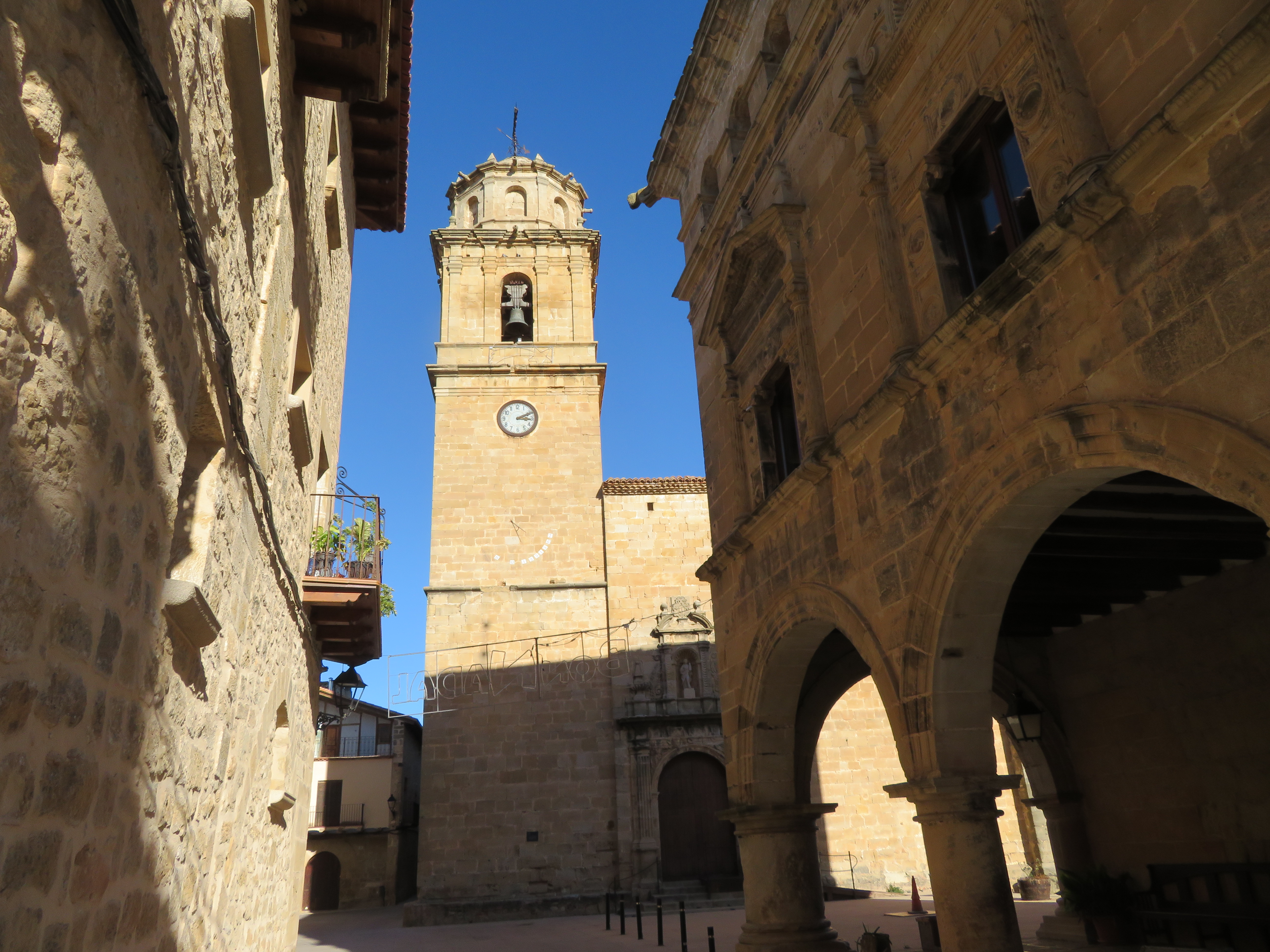
Conjunto histórico

- AyuntamientoConjunto históricoAyuntamiento: construido en 1584 y considerado como una de las construcciones civiles más relevantes del renacimiento catalán.

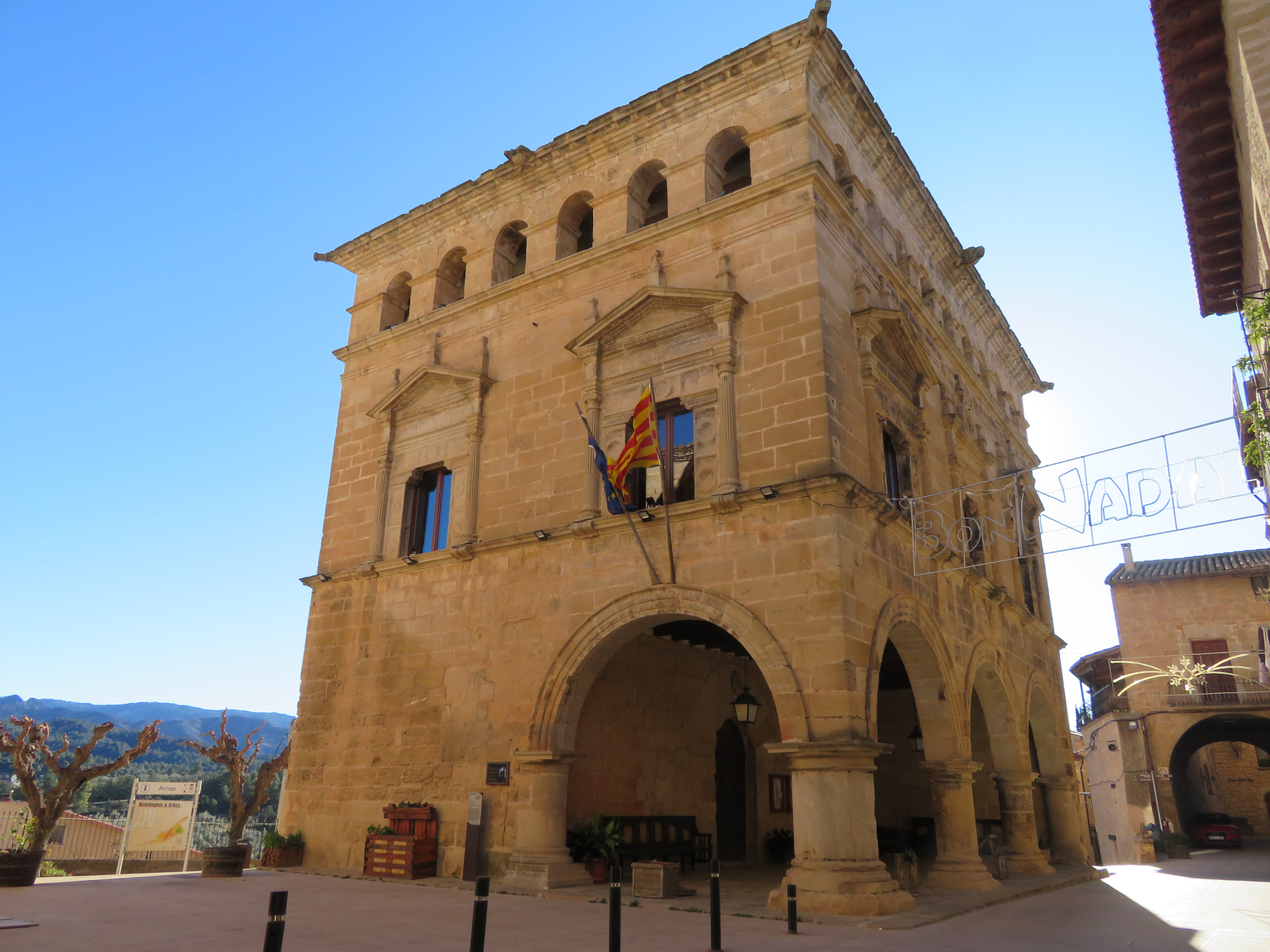
Ayuntamiento

- La iglesia parroquial dedicada a Santa Magdalena, de estilo barroco. Fue edificada sobre las ruinas de una iglesia gótica en el año 1693. Consta de tres naves y un campanario de torre. Tiene capillas laterales. Los restos del ábside de la antigua iglesia se pueden ver en la calle San Antonio.

- Pozo de nieve
- Estación de Arnes-Lledó (Ferrocarril del Val de Zafán)
- Vía verde de la Terra Alta
- Parque natural dels Ports

## Fiestas
Fiestas locales de Arnes:
- San Antonio: mes de enero
- Santa Águeda: mes de febrero
- Carnaval: febrero - marzo
- Santa Madrona: marzo
- Fiesta de la miel: último domingo de mayo
- San Juan
- Fiestas Mayores
- San Cristóbal
- Fiestas de agosto

## Personas destacadas
- Urbano Fos, pintor del siglo XVII.